# 小宮一慶
小宮 一慶（こみや かずよし、1957年12月20日 - ）は、日本の経営コンサルタント、株式会社小宮コンサルタンツ代表取締役、大阪府堺市出身。

## 来歴
大阪府立生野高等学校、京都大学法学部を卒業し、東京銀行（三菱UFJ銀行の前身の一つ）に入行。同行から派遣されて米国・ダートマス大学エイモスタック経営大学院でMBAを取得した。本店でM&Aなどを担当した後、1991年、岡本行夫が代表を務める岡本アソシエイツに移籍し、同社の取締役に就任した。
1993年、カンボジアの国連平和維持活動に国際選挙監視員として参加し、内閣総理大臣表彰を受けた。
1996年、小宮コンサルタンツを設立し、代表に就任。企業規模や業種を問わず、幅広くコンサルティング活動を行う。
2005年4月、明治大学大学院会計専門職研究科の特任教授に就任し、管理会計分野の講義を担当（2009年3月まで）。ルーマニア・スピルハレット大学客員教授も務める。
2014年、名古屋大学客員教授に就任。
2018年のNHK連続テレビ小説「半分、青い。」では経済考証を担当。

## テレビ

### 現在
いずれも毎日放送の番組
- ちちんぷいぷい - 「ぷいぷい顧問団」の一員として、2021年2月まで随時出演。
- VOiCE - 2014年4月から2019年3月の番組終了まで、コメンテーターの1人として出演。『ちちんぷいぷい』に続いて登場することが多い。
- ～オトナ度ちょい増しTV～おとな会 - 「おとな会顧問」という肩書でレギュラー出演
- 水曜日のハウマッチ? - 2018年4月4日開始（水曜 22:57 - 23:00[注 1]）。『おとな会』からスポンサー（プリントパック）を引き継いだ番組で、現役の大学生に対して、お金に関する三者択一問題を出題。正解を発表した後に、背景を解説している。

### 過去
- 週刊オリラジ経済白書（日本テレビ）
- やじうまプラス（テレビ朝日）- 番組末期（2010年4月 - 9月）の金曜日に、隔週ペースでコメンテーターとして出演。

## 連載
- 『小宮一慶の「スイスイわかる経済！“数字力”トレーニング」』（日経BP）

## 著書
- 『ボランティアのみたカンボジア ビジネスマンの選挙監視員体験記』日本経済新聞社 1993年
- 『21世紀の日本が危ない!! 高齢・少子化による破滅を防ぐ処方せんはあるか』日本医療企画 1995年
- 『夕暮れに光』ベネッセコーポレーション 1995年
- 『それぞれの序奏 小説巨大銀行誕生』実業之日本社 1996年
- 『聖美の旅立ち 香港キャリアウーマン物語』シグマベイスキャピタル四熊ブックス出版部 1997年 四熊ブックス
- 『金融ビッグバンで企業戦略が変わる 銀行選別を誤るな!』実業之日本社 1997年
- 『銀行は、もうあてにならない いま生き残る会社の条件』実業之日本社 1998年
- 『図解キャッシュフロー経営』東洋経済新報社 1998年
- 『キャッシュフロー勝ち残りの鉄則 銀行対策はこれで万全』徳間書店 1999年
- 『図解戦略経営のための管理会計入門』東洋経済新報社 1999年
- 『図解連結経営』東洋経済新報社 1999年
- 『あの会社を競り落とせ! M&A戦略ストーリー』講談社 2000年
- 『「会社を経営する」ということ チョッとだけ立ち止まって考える!』PHP研究所 2001年
- 『図解連結・統合・分割経営』東洋経済新報社 2001年
- 『変化を読む経営 競争のルールが変わった!』中央経済社 2001年
- 『思ったことはすぐやろう! できるビジネスマンになるための考え方と習慣』ダイヤモンド社 2002年
- 『経営という仕事』ビジネス社 2002年 実践!知の挑戦者に贈る究極のバイブル シリーズ1（マネジメント編）
- 『図解TOC・スループット経営』東洋経済新報社 2002年
- 『お客様志向の実践』ビジネス社 2003年 実践!知の挑戦者に贈る究極のバイブル シリーズ2（マーケティング編）
- 『会計と財務の本質』ビジネス社 2003年 実践!知の挑戦者に贈る究極のバイブル シリーズ3（アカウンティング/ファイナンス編）
- 『会計不況に克つ!』東洋経済新報社 2003年
- 『できる社員はこうして育てる！ 強い部下、強い会社をつくる81のヒント』ダイヤモンド社 2003年
- 『新幹線から経済が見える』実業之日本社 2003年 のち祥伝社黄金文庫
- 『リーダーのための実践する経営「経営」というオンリーワンの仕事を体系的に理解する』実業之日本社 2004年
- 『人を動かす、組織を動かす』ビジネス社 2004年 実践!知の挑戦者に贈る究極のバイブル シリーズ4（ヒューマンリソース編）
- 『変化をチャンスにできる会社にする 言ってるだけでは会社は変わらない』中経出版 2004年
- 『5年後の大市場』ビジネス社 2005年
- 『成功する上司 リーダーシップのノウハウが学べる物語』講談社 2006年
- 『なぜ、オンリーワンを目指してはいけないのか? うまくいっている会社の常識うまくいかない会社の常識55』ディスカヴァー・トゥエンティワン 2006年
- 『ラストチャンス 日本経済復活「最後の賭け」』ビジネス社 2006年
- 『M&A大再編で消える会社、伸びる会社』ビジネス社 2007年
- 『ビジネスマンのための「発見力」養成講座 こうすれば、見えないものが見えてくる』ディスカヴァー携書、2007年
- 『明日から「仕事ができる」と言われる新・目標達成法』講談社 2008年 『大きな成功をつくる超具体的「88」の習慣』講談社+α文庫
- 『ビジネスマンのための「解決力」養成講座 こうすれば、「打つ手」はすぐに見えてくる』2008年 ディスカヴァー携書
- 『小宮一慶の実践! ビジネス思考力 知識を120%使いこなす見方・考え方』インデックス・コミュニケーションズ 2008年 『本質をつかむ思考力』中経の文庫
- 『ビジネスマンのための「読書力」養成講座 小宮流頭をよくする読書法』ディスカヴァー携書、2008年
- 『お金を知る技術 殖やす技術 「貯蓄から投資」にだまされるな』朝日新書 2008年
- 『「1秒!」で財務諸表を読む方法 仕事に使える会計知識が身につく本』東洋経済新報社 2008年
- 『ビジネスマンのための「数字力」養成講座 これで、もっともっと見えてくる』ディスカヴァー携書、2008年
- 『「1秒!」で財務諸表を読む方法 実践編』東洋経済新報社 2009年
- 『あたりまえのことをバカになってちゃんとやる』サンマーク出版 2009年
- 『一流になる力 ビジネスで勝ち残るための教科書』講談社 2009年
- 『現金は24日におろせ! これからの時代を生き抜く本当のマネー術』ベストセラーズ 2009年
- 『小宮一慶の「深掘り」政経塾 世の中がまるごとよくわかる、モノの見方、考え方』プレジデント社 2009年
- 『どんな時代もサバイバルする会社の「社長力」養成講座』2009年 ディスカヴァー携書
- 『どんな時代もサバイバルする人の「時間力」養成講座』2009年 ディスカヴァー携書
- 『日経新聞の数字がわかる本 「景気指標」から経済が見える』日経BP社. 2009年
- 『「超具体化」コミュニケーション実践講座：東京駅への行き方を「描くように」話せますか？』プレジデント社 2009年
- 『ビジネス読解力を伸ばす未来経済入門 原因と結果を把握する情報学』ビジネス社 2009年
- 『「1秒!」で財務諸表を読む方法 企業分析編』東洋経済新報社 2010年
- 『お金の殖やし方・守り方 30歳までに知っておきたい』日本実業出版社 2010年
- 『結果的に幸せをつかむ人の「正しい考え方」 あなたを支える36の言葉』幻冬舎 2010年
- 『決算書速習教室 女子高生コンサルタント・レイの事件ファイル 見る、読む、分かる』蒼田山漫画 PHP研究所 2010年
- 『小宮式知的アウトプット術 一瞬でまとめて、書く力』すばる舎 2010年
- 『財務諸表を読む技術わかる技術』2010年 朝日新書
- 『社長の教科書 リーダーが身につけるべき経営の原理原則50』ダイヤモンド社 2010年
- 『人生の原理』サンマーク出版 2010年
- 『数字が苦手なビジネスマンのための経済ニュース裏読み・先読み講座』宝島社 2010年
- 『たった5分で「あなたと一生仕事をしたい」と思われる話し方』PHP研究所 2010年
- 『日経新聞の「本当の読み方」がわかる本 ニュースを関連づければ知識に変わる』日経BP社 2010年
- 『日本経済が手にとるようにわかる本 「数字」を関連づけると世の中が見えてくる』日経BP社 2010年
- 『日本経済このままでは預金封鎖になってしまう 動乱の時代を生き抜く経済の読み方』ディスカヴァー・トゥエンティワン 2010年
- 『繁栄し続ける会社のルール』ユナイテッド・ブックス 2010年
- 『ひらめき力速習教室 頭の引き出し整理術』PHP研究所 2010年
- 『ビジネスマンのための「勉強力」養成講座 こうすれば、人生のステージが上がる』2010年 ディスカヴァー携書
- 『ぶれない人』2010年 幻冬舎新書
- 『神様のサービス 感動を生み出すプラス・アルファのつくり方』2011年 幻冬舎新書
- 『気くばりの極意 気がきく人のたった5つのビジネス習慣』学研パブリッシング 2011年
- 『コンサルタントの仕事力』2011年 朝日新書
- 『女子高生コンサルタント レイのキャッシュフローパーフェクトレッスン』蒼田山漫画 PHP研究所 2011年
- 『数字で考える習慣をもちなさい 女子高生コンサルタント・レイの数字眼』蒼田山漫画 PHP研究所 2011年
- 『数字でちゃんと考える日本経済の「未来」』日経BP社 2011年
- 『小さくても強い会社の変化をチャンスにするマネジメント』2011年 PHPビジネス新書
- 『ドラッカーが『マネジメント』でいちばん伝えたかったこと。』ダイヤモンド社 2011年
- 『バカになれる人はバカじゃない』サンマーク出版 2011年
- 『報われない人の9つの習慣』青春出版社プレイブックス 2011年
- 『問題解決の教科書 リーダーのための仕事力向上講座』PHP研究所 2011年
- 『論語を知らなくても使えるビジネス「論語」活用法』三笠書房 2011年
- 『一番役立つ!ロジカルシンキング』2012年 PHPビジネス新書
- 『なぜ君は働くのか 松下幸之助運命の言葉』主婦の友社 2012年
- 『ビジネスマンのための「人物力」養成講座 人はあなたのここを見ている』2012年 ディスカヴァー携書
- 『「読む」「書く」「考える」は5分でやりなさい! 小宮式・最速仕事術』大和出版 2012年
- 『戦略経営のための管理会計入門』2012年 東洋経済新報社
- 『ビジネスマンのための「実行力」養成講座』2012年 ディスカヴァー携書

## 共著
- 『英語で分かるはじめての財務諸表40日間トレーニング グローバル社会で活躍するニッポン人を目指して』原著 アルク 2009年

経済たまごシリーズ 2(会計)
- 『勝間和代&小宮一慶のエコノトーク』共同通信社 2010年
- 『人生で一番大切なことは、正しい生き方を「クセづけ」する』船井幸雄共著 海竜社 2010年
- 『英語で分かる景気指標の読み方・覚え方40日間トレーニング グローバル社会で活躍するニッポン人を目指して』原著 アルク 2011年 経済たまごシリーズ 4（マクロ経済）
- 『ハニカム式日経新聞1週間ワークブック』門出希共著・デザイン 日経BP社 2011年
- 『マンガでわかる 小宮一慶の見えないものが見えてくるビジネス発想力』かわすみひろし共著 じっぴコンパクト 2014年

### 翻訳
- デヴィッド・ルイス,ダレン・ブリッジャー 『「問題即解決」101の方法』三笠書房 2010年